# مستر إكس (فلم 2023)
مستر أكس هو فيلمٌ مصريٌ أُنتج عام 2023. وهو من أفلام عيد الأضحى 1444 هـ.
الفيلم من بطولة أحمد فهمي، وهنا الزاهد، ويشارك في الفيلم عدد من الممثلين، وضيوف الشرف بينهم بيج رامي. هو أول فيلم يخرجه أحمد عبد الوهاب، لكنه عُرض بعد فيلمه الآخر بعد الشر، الذي عُرض في شهر أبريل من نفس العام.

## قصة الفيلم
تتسبب عقدة نفسية قديمة لدى إكس في إنشاء منظمة سرية، يسعى من خلالها بدفع الرجال لطلاق زوجاتهم، ولكن تنشأ قصة حب بينه وبين محامية تضعها الظروف في طريقه، فيحاول جاهدا إبعادها عن كل المخاطر.

## طاقم العمل

### تمثيل
| - أحمد فهمي: فريد - مستر إكس - هنا الزاهد: طيبة - محمد أسامة: جابي - محمد أنور: أدهم - بيومي فؤاد:شوكت شال - أمير شاهين:منير - محمود حافظ:ألفت الألفي - رحاب الجمل: معاصي - إيريني سلام: مريم إلسكندر زوجة شوكت | - عبد الرحمن محمد: نعيم - رانيا منصور:سهيلة الألفي - أكرم حسني:سليم شيبوب - بيج رامي:بنفسه - عمرو يوسف: جابي قبل الحادثة - مي عمر: ضيفة شرف - ريم مصطفى: زوجة جابي - مصطفى خاطر: بائع الحمص - محمد ثروت:صوت البغبغاء | - إبراهيم عيسى:الاعلامي بنفسه - أحمد سالم:الاعلامي بنفسه - كريمة عوض:الاعلامية بنفسه - جمال حمزة:بنفسه - مجدي عبد الغني:بنفسه - إبراهيم فايق:بنفسه - حلمي بكر: ضيف شرف - حجاج عبد العظيم: أحد المطلقين - علاء مرسي: أحد المطلقين | - أحمد فهيم:فؤاد الناصح - فرح الزاهد:زوجة بالسوبرماركت - أحمد سعد: بنفسه - إلهام شاهين: ضيفة شرف - صبري فواز: القاضي - عمر مصطفى متولي:أحد الشهود - محمد أوتاكا:أحد الشهود - محمود الليثي:أحد الشهود - طاهر أبو ليلة: أحد الشهود |

- الطفل: أدم وهدان:سامي فؤاد الناصح

شارك في التمثيل: علي عفت - أمجد الشرقاوي - مصطفى بسيط:عامل بالسوبرماركت - حبيبة القبرصي - بسنت النبراوي - منة صلاح الدين - أحمد درويش - خالد جواد:أحد الشهود

### الإداريون
| - أحمد عبد الوهاب: تاليف وإخراج - أمجد الشرقاوي: سيناريو وحوار - أماني التونسي: قصة - فادي أبو السعود: فكرة | - السبكي فيلم للإنتاج والتوزيع (السبكي للإنتاج السينمائي): منتج - أحمد السبكي: منتج - أحمد سعد: غناء | - أكرم حسني: غناء - رفعت عبد الحكيم: منفذ الملابس - علاء نجم: جرافيكس | - عباس صابر: مشرف على تنسيق المناظر - حسام حبيب: مدير التصوير - عمرو عاصم: مونتير |